# Blistering
Se conoce como blistering a los abultamientos o chichones que aparecen sobre la superficie de los neumáticos de los monoplazas de automovilismo a causa de la elevada temperatura que alcanzan en la pista.
Este fenómeno sucede más a menudo en los neumáticos traseros y, generalmente, es consecuencia de la combinación de dos factores: la alta aceleración y la presión que sufren las gomas al trazar las curvas durante un largo periodo de tiempo. Estos chichones aparecen de forma repentina sobre la goma. Para que esto se produzca, la temperatura interior debe alcanzar un punto crítico que acaba produciendo la deformación del dibujo exterior del neumático.
Las causas pueden ser el exceso de temperatura, una elección equivocada de compuesto, o una conducción excesivamente agresiva por parte del piloto. Con el paso de las vueltas puede llegar a desaparecer a medida que el coche va vaciándose de combustible y se aligera de peso y el neumático se desgasta. Una forma de prevenirlo es esperar a que el neumático alcance una temperatura óptima antes de comenzar a conducir de una forma agresiva o al 100%.
Debido a este problema el coche circulará más lento en cada vuelta a causa de la pérdida de adherencia, lo que puede ocasionar la pérdida de una carrera o que el monoplaza se vuelva incontrolable.